# طائر نوء ويلسون
طائر نوء ويلسون (الاسم العلمي: Oceanites  oceanicus) (بالإنجليزية: Wilson's  Storm  Petrel)‏ هو طائر ينتمي إلى طيور النوء (فصيلة: Hydrobatidae).